# Villahermosa (Hiszpania)
Villahermosa – gmina w Hiszpanii, w prowincji Ciudad Real, w Kastylii-La Mancha, o powierzchni 363,01 km². W 2011 roku gmina liczyła 2180 mieszkańców.